# Microplitis
Microplitis är ett släkte av steklar som beskrevs av Förster 1862. Microplitis ingår i familjen bracksteklar.

## Bildgalleri

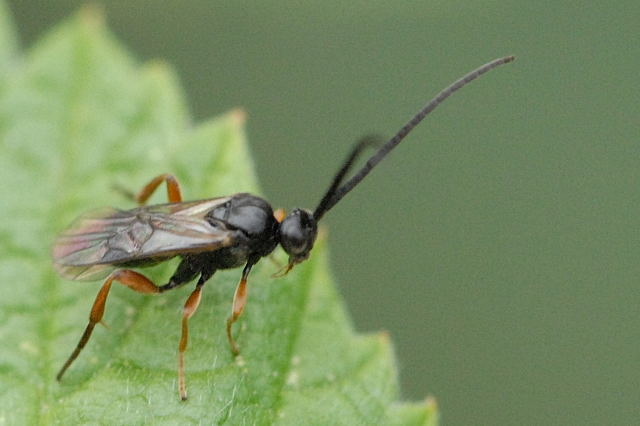
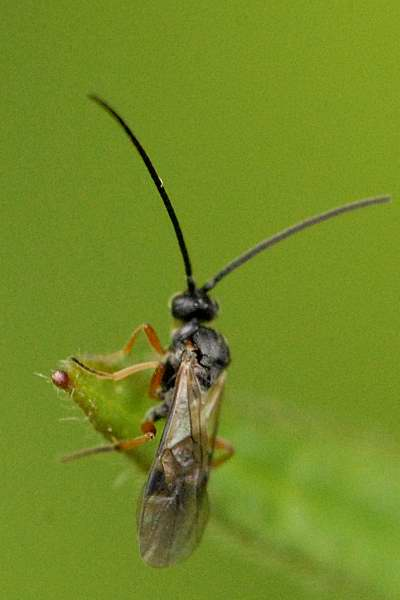
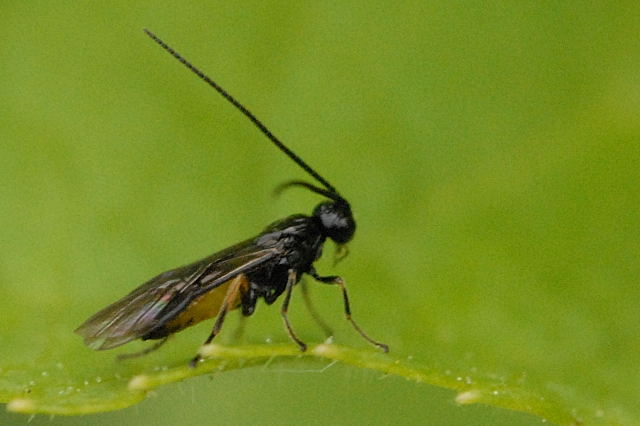

## Dottertaxa tillMicroplitis, i alfabetisk ordning[1][2]
- Microplitis abrs
- Microplitis adelaidensis
- Microplitis aduncus
- Microplitis aethiopicus
- Microplitis ajmerensis
- Microplitis alaskensis
- Microplitis albipennis
- Microplitis albotibialis
- Microplitis amplitergius
- Microplitis aprilae
- Microplitis areyongensis
- Microplitis ariatus
- Microplitis atamiensis
- Microplitis autographae
- Microplitis bamagensis
- Microplitis bambusanus
- Microplitis basalis
- Microplitis beyarslani
- Microplitis bicoloratus
- Microplitis blascoi
- Microplitis borealis
- Microplitis bradleyi
- Microplitis brassicae
- Microplitis capeki
- Microplitis carteri
- Microplitis cebes
- Microplitis ceratomiae
- Microplitis chacoensis
- Microplitis choui
- Microplitis chui
- Microplitis coactus
- Microplitis combinatus
- Microplitis confusus
- Microplitis congensis
- Microplitis crassifemoralis
- Microplitis crenulatus
- Microplitis croceipes
- Microplitis cubitellanus
- Microplitis daitojimensis
- Microplitis decens
- Microplitis decipiens
- Microplitis demolitor
- Microplitis deprimator
- Microplitis desertus
- Microplitis dipika
- Microplitis docilis
- Microplitis dornator
- Microplitis elegans
- Microplitis eminius
- Microplitis eremita
- Microplitis eremitus
- Microplitis erythrogaster
- Microplitis espinachi
- Microplitis excisus
- Microplitis feltiae
- Microplitis figueresi
- Microplitis flavipalpis
- Microplitis fordi
- Microplitis fraudulentus
- Microplitis fulvicornis
- Microplitis galinarius
- Microplitis gidjus
- Microplitis gortynae
- Microplitis goughi
- Microplitis helicoverpae
- Microplitis heterocerus
- Microplitis hispalensis
- Microplitis hova
- Microplitis hyalinipennis
- Microplitis hyphantriae
- Microplitis idia
- Microplitis impressus
- Microplitis improvisus
- Microplitis indicus
- Microplitis infula
- Microplitis isis
- Microplitis jamesi
- Microplitis jiangsuensis
- Microplitis karakurti
- Microplitis kaszabi
- Microplitis kewleyi
- Microplitis kurandensis
- Microplitis lacteus
- Microplitis laticinctus
- Microplitis latistigmus
- Microplitis leoniae
- Microplitis leucaniae
- Microplitis lineatus
- Microplitis longicaudus
- Microplitis longiradiusis
- Microplitis longwangshanus
- Microplitis lugubris
- Microplitis lugubroides
- Microplitis mahunkai
- Microplitis malimbus
- Microplitis mamestrae
- Microplitis mandibularis
- Microplitis manilae
- Microplitis marini
- Microplitis marshallii
- Microplitis masneri
- Microplitis maturus
- Microplitis mediator
- Microplitis melianae
- Microplitis menciana
- Microplitis minutus
- Microplitis moestus
- Microplitis mongolicus
- Microplitis montanus
- Microplitis murrayi
- Microplitis naenia
- Microplitis necopinatus
- Microplitis newguineaensis
- Microplitis nielseni
- Microplitis niger
- Microplitis nigrifemur
- Microplitis nigritus
- Microplitis obscuripennatus
- Microplitis ocellatae
- Microplitis ochraceus
- Microplitis pallidipennis
- Microplitis pallidipes
- Microplitis pellucidus
- Microplitis perelegans
- Microplitis pipus
- Microplitis plutellae
- Microplitis prodeniae
- Microplitis pseudomurina
- Microplitis pseudoochraceus
- Microplitis quadridentatus
- Microplitis quintilis
- Microplitis ratzeburgii
- Microplitis retentus
- Microplitis rufipes
- Microplitis rufiventris
- Microplitis schmidti
- Microplitis scrophulariae
- Microplitis scutellatus
- Microplitis semicircularis
- Microplitis similis
- Microplitis sofron
- Microplitis sordidus
- Microplitis sordipes
- Microplitis spectabilis
- Microplitis spinolae
- Microplitis spodopterae
- Microplitis stigmaticus
- Microplitis storeyi
- Microplitis strenuus
- Microplitis striatus
- Microplitis suavis
- Microplitis subsulcatus
- Microplitis tadzhicus
- Microplitis taptor
- Microplitis tasmaniensis
- Microplitis taylori
- Microplitis teba
- Microplitis testaceicornis
- Microplitis tobiasi
- Microplitis tristis
- Microplitis tuberculatus
- Microplitis tuberculifer
- Microplitis tunetensis
- Microplitis varicolor
- Microplitis variicolor
- Microplitis varipes
- Microplitis vesperus
- Microplitis viduus
- Microplitis xanthopus
- Microplitis zhaoi